# Ophelia Lovibond
Ophelia Lucy Lovibond (Londra, 19 febbraio 1986) è un'attrice britannica.

## Biografia
Cresciuta nel quartiere londinese di Shepherd's Bush, ha iniziato a recitare nella Young Blood Theatre Company di Hammersmith. Il suo debutto televisivo avvenne a 12 anni nella sitcom di Channel 4 The Wilsons. Si è laureata in Letteratura inglese nel 2008, all'Università del Sussex. Fra le sue interpretazioni quella di Marie nel film che racconta la gioventù di John Lennon, Nowhere Boy del 2009, mentre l'anno seguente partecipò a film quali London Boulevard, dove interpretò Penny e fu Charlotte nel thriller I segreti della mente.
Fu la protagonista, l'anno seguente, nel film 4.3.2.1., successivamente interpretò la segretaria del protagonista nel film I pinguini di Mr. Popper nel 2011. Nel 2016 ottiene la parte di Lady Alexandra Diana Elisabeth Lindo-Parker, coprotagonista della serie televisiva Le avventure di Hooten & the Lady, prodotta da Sky One. La serie è stata ufficialmente cancellata dopo otto episodi.

## Filmografia

### Cinema
- Oliver Twist, regia di Roman Polański (2005)
- Dolf e la crociata dei bambini (Kruistocht in spijkerbroek), regia di Ben Sombogaart (2006)
- Popcorn, regia di Darren Fisher (2007)
- Shadows in the Sun, regia di David Rocksavage (2009)
- Nowhere Boy, regia di Sam Taylor-Wood (2009)
- London Boulevard, regia di William Monahan (2010)
- I segreti della mente (Chatroom), regia di Hideo Nakata (2010)
- 4.3.2.1., regia di Noel Clarke e Mark Davis (2010)
- Amici, amanti e... (No Strings Attached), regia di Ivan Reitman (2011)
- I pinguini di Mr. Popper (Mr. Popper's Penguins), regia di Mark Waters (2011)
- A Single Shot, regia di David M. Rosenthal (2013)
- Thor: The Dark World, regia di Alan Taylor (2013) – cameo
- Guardiani della Galassia (Guardians of the Galaxy), regia di James Gunn (2014)
- Un amore per caso (Man Up), regia di Ben Palmer (2015)
- Autopsy (The Autopsy of Jane Doe), regia di André Øvredal (2016)
- Rocketman, regia di Dexter Fletcher (2019)
- Timmy Frana - Il detective che risolve ogni grana (Timmy Failure: Mistakes Were Made), regia di Tom McCarthy (2020)
- Here, regia di Robert Zemeckis (2024)

### Televisione
- The Wilsons – serie TV, 6 episodi (2000)
- Holby City – serie TV, 9 episodi (2006-2007)
- FM – serie TV, 6 episodi (2009)
- Titanic - Nascita di una leggenda (Titanic: Blood & Steel) – serie TV, 10 episodi (2012)
- Mr. Sloane – serie TV, 6 episodi (2014)
- Elementary – serie TV, 15 episodi (2014-2019)
- Le avventure di Hooten & the Lady (Hooten & the Lady) – serie TV, 8 episodi (2016)
- Whiskey Cavalier – serie TV, 4 episodi (2019)
- Feel Good – serie TV, 6 episodi (2020)
- This England – miniserie TV, 6 puntate (2022)

## Doppiatrici italiane
Nelle versioni in italiano delle opere in cui ha recitato, Ophelia Lovibond è stata doppiata da:
- Perla Liberatori in Oliver Twist, I pinguini di Mr. Popper, Feel Good
- Chiara Gioncardi in A Single Shot, Autopsy
- Giulia Greco in Thor: The Dark World, Guardiani della Galassia
- Francesca Manicone in Le avventure di Hooten & the Lady, This England
- Ilaria Latini in London Boulevard
- Letizia Scifoni in Amici, amanti e...
- Domitilla D'Amico in Titanic - Nascita di una leggenda
- Letizia Ciampa in Elementary
- Giulia Nofri in Rocketman
- Stella Musy in Timmy Frana - Il detective che risolve ogni grana
- Elena Perino in Here